# Adoxophyes libralis
Adoxophyes libralis es una especie de polilla del género Adoxophyes, tribu Archipini, subfamilia Tortricinae.

## Distribución
Se distribuye por Samoa.

## Taxonomía
Fue descrita por Meyrick en 1927 y publicada en Insects Samoa 3 (2): 69.